# مرکز علوم تجربی هاروارد

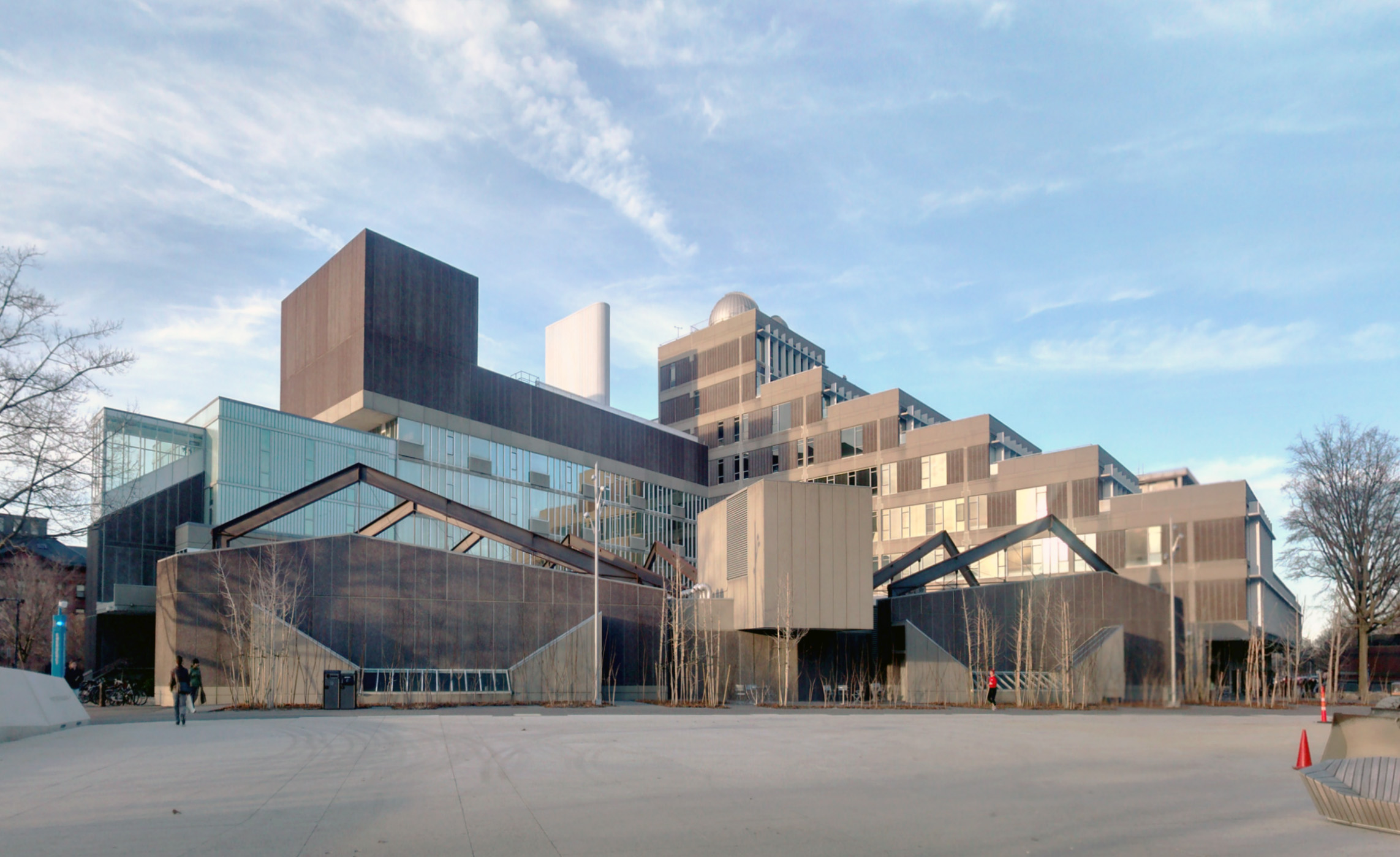
مرکزِ علومِ تجربیِ هاروارد از زاویهٔ جنوبِ غربی

مرکزِ علومِ هاروارد یا مرکزِ علومِ تجربیِ دانشگاهِ هاروارد (به انگلیسی: Harvard University Science Center) ساختمانِ اصلیِ درسی و آزمایشگاهیِ دانشگاهِ هاروارد برای دانشجویانِ نوورودِ درس‌های علومِ تجربی و ریاضی است که سالِ ۱۹۷۲ میلادی در شمالِ هاروارد یارد از روی طرحِ خوسپ لوئیس سرت ساخته و سالِ بعد افتتاح شد.

## بخش‌ها
پنج تالارِ سخنرانی و پانزده کلاسِ درس و چند آزمایشگاه و رصدخانه‌ای بر بام و دفترِ استادان از بخش‌های این مرکز است. غیر از این‌ها:
- کتابخانهٔ علومِ کابو
- مجموعهٔ ابزارِ علمیِ هاروارد